# 4-carbossi-2-idrossimuconato-6-semialdeide deidrogenasi
La 4-carbossi-2-idrossimuconato-6-semialdeide deidrogenasi è un enzima appartenente alla classe delle ossidoreduttasi, che catalizza la seguente reazione:
4-carbossi-2-idrossi-cis,cis-muconato 6-semialdeide + NADP+ + H2O ⇄ 4-carbossi-2-idrossi-cis,cis-muconato + NADPH + 2 H+
L'enzima non agisce sulle aldeidi alifatiche o aromatiche o sul glucosio; il NAD+ può rimpiazzare il NADP+, ma con minore affinità.